# 奥本山公墓
奥本山公墓（英語：Mount Auburn Cemetery）是美国第一座乡村花园式公墓，是美国最早被叫做“公墓”（cemetery）的墓园之一，横跨马萨诸塞州剑桥和沃特敦，距波士顿不远，很多波士顿上流社会人士葬于此地。
其面积达181英畝（73公頃），除去作为公募之外，也是一个树木园。2003年，它列入美国国家历史名胜。